# Christuskirche (Bad Brückenau)

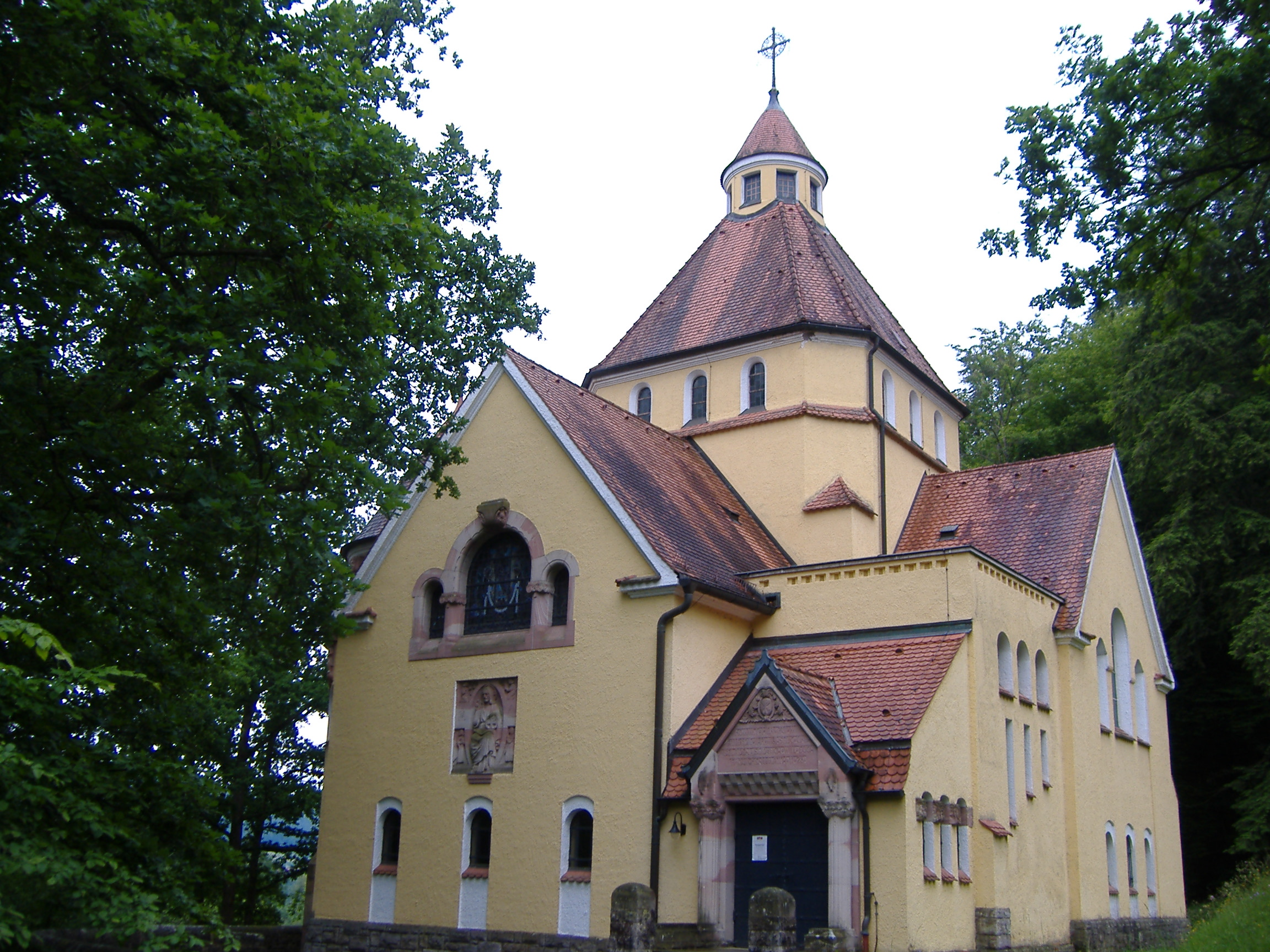
Südseite der Kirche

Die Christuskirche im Staatsbad Bad Brückenau ist eine evangelisch-lutherische Kirche im Eigentum des Freistaats Bayern. Sie ist wegen ihrer Architektur und ihrer Ausgestaltung mit Jugendstil-Elementen einmalig in Unterfranken.

## Geschichte
Der Bau des Gotteshauses wurde von der russischen Großfürstin Marija Alexandrowna Romanowa angeregt, die oft zur Kur im Staatsbad weilte. 1908 wurde die aus hellem Bruchstein vom nahegelegenen Fondsberg erbaute Kirche eingeweiht. Sie ist in Architektur und Ausstattung der Grabeskirche in Jerusalem nachempfunden. Der Entwurf stammte von dem Münchner Architekten und Königlichen Hofbaurat Eugen Drollinger.

## Architektur und Ausgestaltung
Das überkuppelte Gotteshauses wird getragen von vier Säulen, die in die Symbole der Evangelisten Matthäus, Markus, Lukas und Johannes münden. Jugendstilelemente finden sich insbesondere als Ornamente an der Kanzel, an den Farbverglasungen in der Apsis sowie hinsichtlich der Bemalung der Emporen samt Rundbögen. Der Altar, der dem byzantinischen Stil nachempfunden ist, und die Kanzel sind aus Solnhofener Steinen erbaut. Gegenüber dem Altarraum an der Ostseite befindet sich eine große Farbverglasung, entworfen von dem Münchner Kunstmaler Kohlenberg. Sie stellt den himmelfahrenden, auferstehenden oder wiederkehrenden Christus dar.
Die verputzte Außenseite der Christuskirche, mit seinen vielen runden Fenstern, ist geprägt von einem lebensgroßen Christusrelief des Bildhauers Sebastian Putz. Vom Eingangs- bis zum Ausgangsportal finden sich überall Bibelworte. Die schmiedeeisernen Türgriffe an den Außentüren sind als Teufelsfratze oder auch als Fledermauskopf ausgeformt. Wahrscheinlich wollte der Künstler damit zum Ausdruck bringen, dass vor dem Betreten der Kirche das Böse überwunden werden muss.

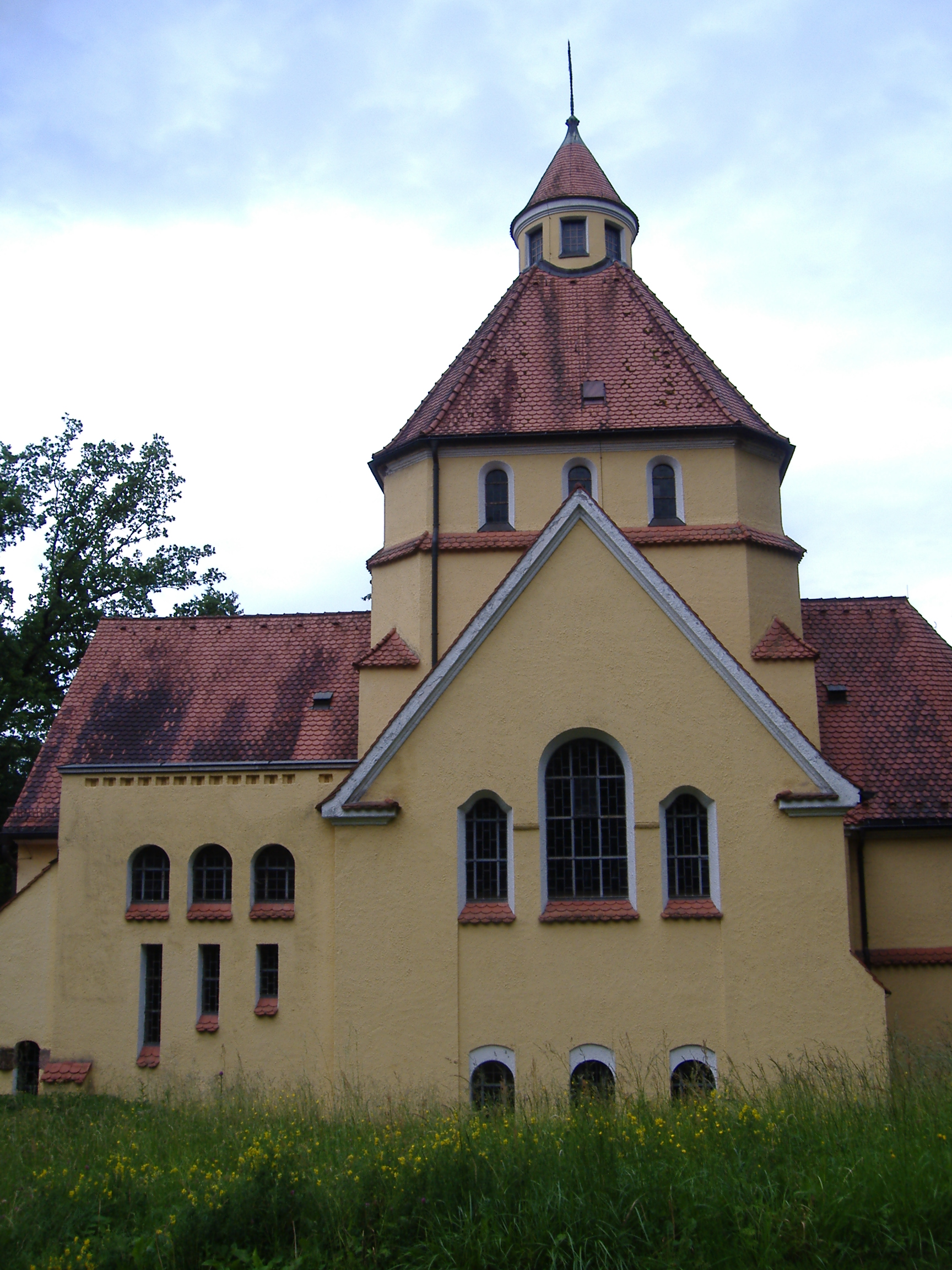
Ostseite der Kirche
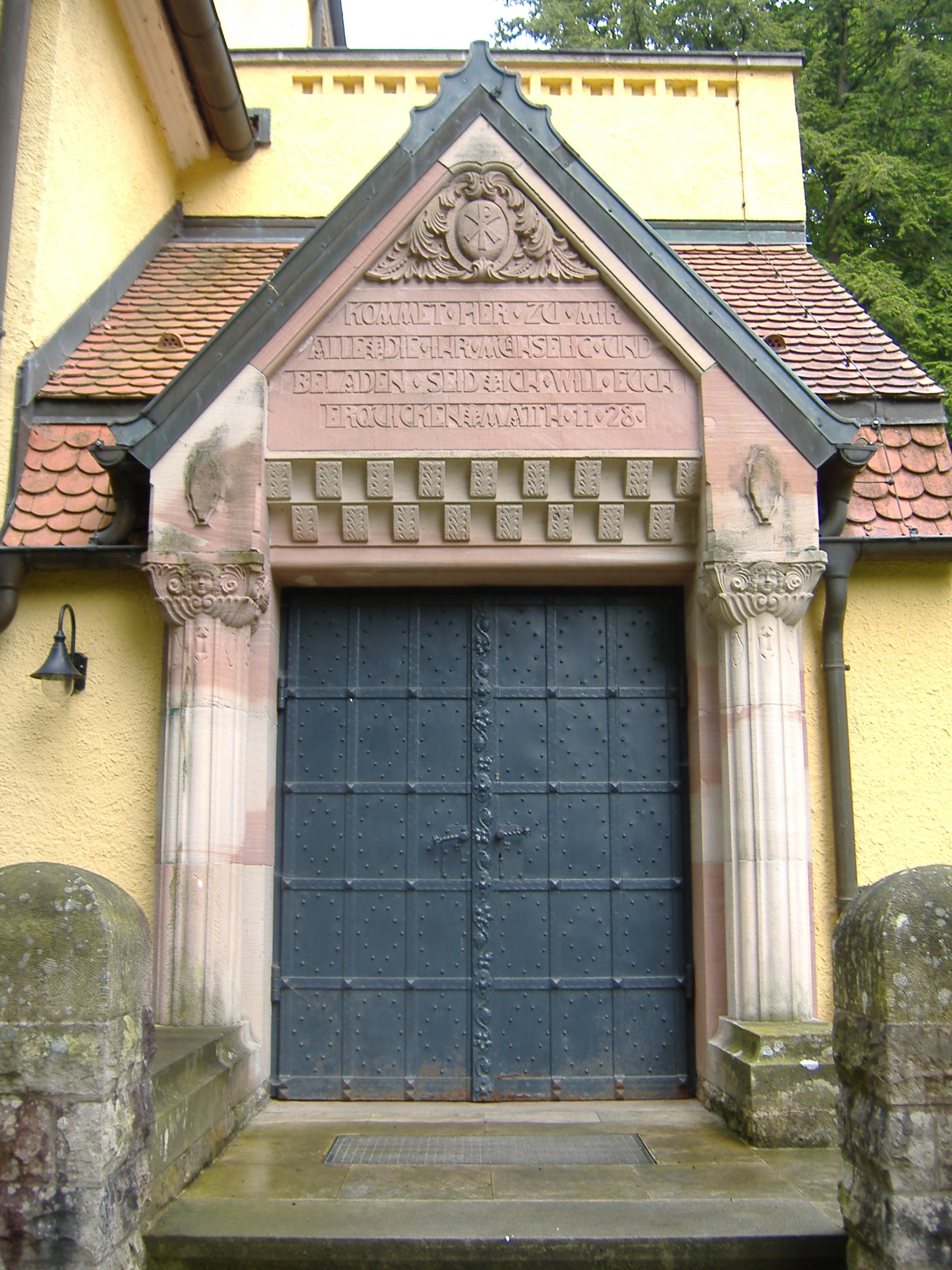
Schmiedeeisernes Eingangsportal
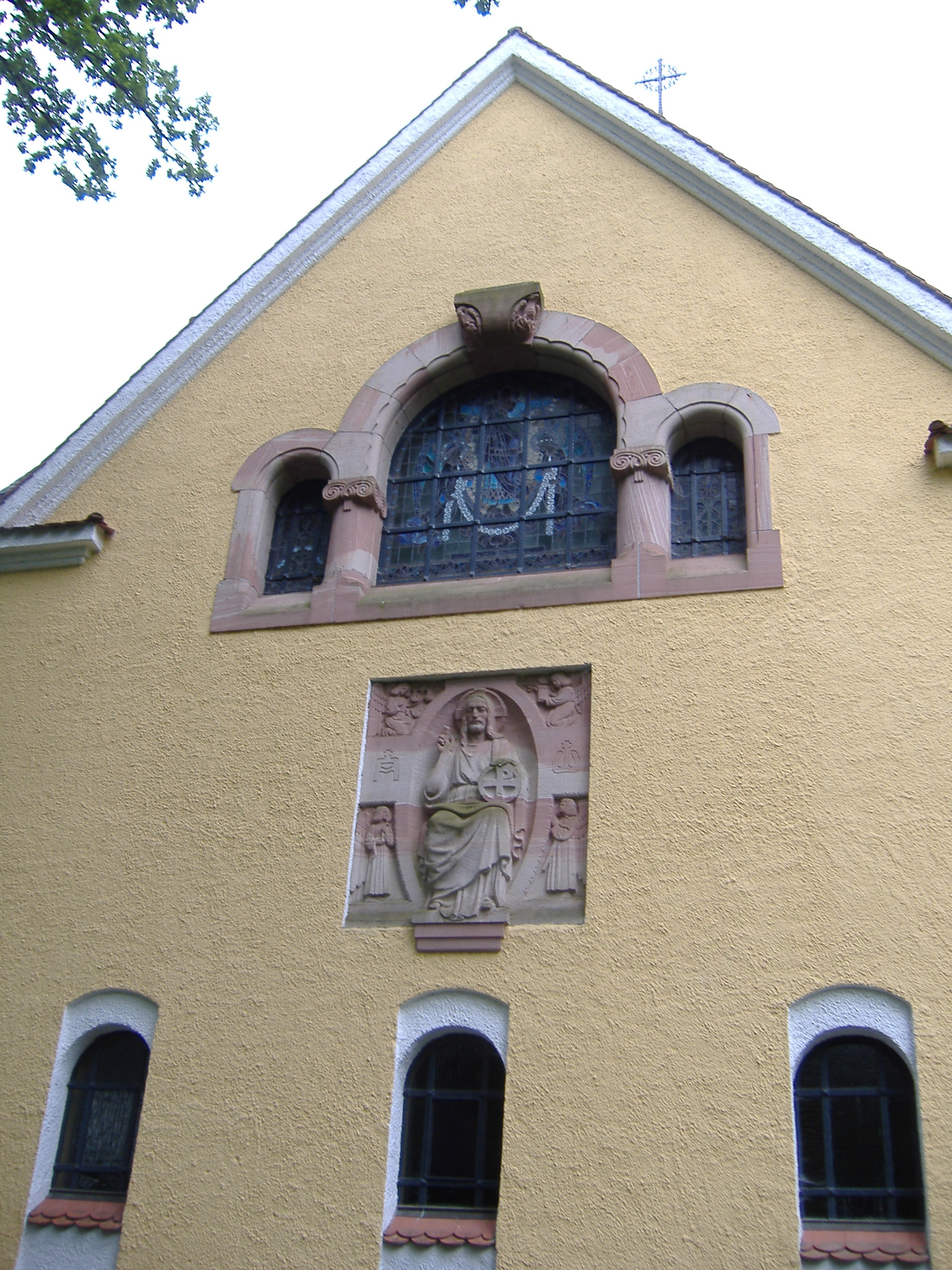
Christusrelief an der Südseite der Kirche
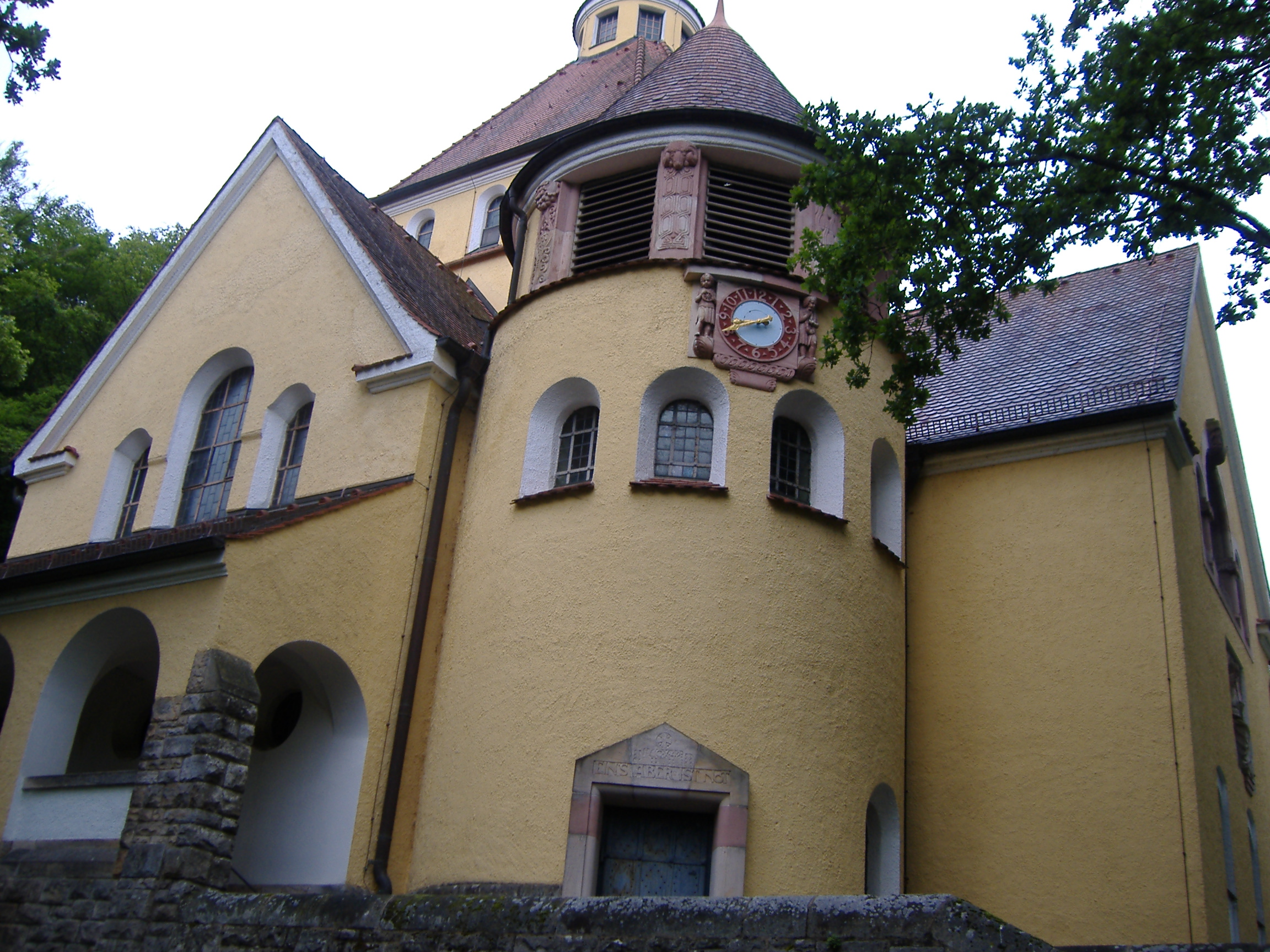
Westfront der Kirche